# غاري إيرفن
غاري إيرفن (بالإنجليزية: Gary Ervin)‏ مواليد 9 أغسطس 1983 في بروكلين، نيويورك، هو لاعب كرة سلة أمريكي. بدأ مسيرته الاحترافية في سنة 2008. يبلغ طوله 6 قدم 0 بوصة (1.8 م).

## المسيرة الاحترافية
لعب مع أوكلاهوما سيتي بلو في سنة 2009، ثم لعب مع مين ريد كلوز في سنة 2009، ثم لعب مع هاليفاكس رينمين في سنة 2010، ثم لعب مع إلوارا هوكز في الدوري الأسترالي في موسم 2010–2011، ثم لعب مع تروتاموندوس دي كارابوبو في سنة 2011، ثم لعب مع تاونسفيل كروكودايلز في الدوري الأسترالي في موسم 2012–2013، ثم لعب مع أديليد ثيرتي سيكسترز في موسم 2013–2014، ثم لعب مع إلوارا هوكز في الدوري الأسترالي في موسم 2014–2015.

## روابط خارجية
- غاري إيرفن على موقع كرة السلة الأوروبية.كوم (الإنجليزية)
- غاري إيرفن على موقع كلية كرة السلة في سبورتس رفرنس.كوم (الإنجليزية)
- غاري إيرفن على موقع ريلجم (الإنجليزية)
- غاري إيرفن على موقع بروبوليرز (الإنجليزية)
- غاري إيرفن على موقع سبورتس رفرنس (الإنجليزية)
- غاري إيرفن على موقع سبورتس رفرنس (الإنجليزية)